# ديفيد هندرسون (صحفي)
ديفيد هندرسون (بالإنجليزية: David Henderson)‏ هو صحفي أمريكي، ولد في 1943.